# Placa filipina

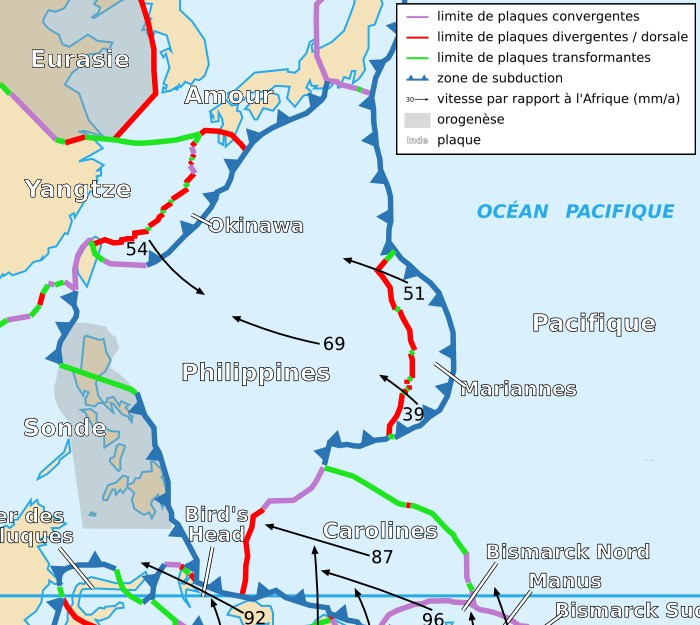
Mapa de la placa filipina

La placa filipina o placa del mar de les Filipines és una placa tectònica de la litosfera terrestre. La seva superfície és de 0,134 09 estereoradiants. Generalment, va associada a la placa de les Marianes.
Està sota un a part de l'oceà Pacífic, estenent-se sota el mar de les Filipines, el nord de l'illa de Luçon i l'est de Taiwan, però no el sud de les Filipines i els arxipèlags de les illes Ryky i de les illes Marianes.

El desplaçament de la placa filipina es fa cap al nord-oest a una velocitat de 6,35 cm a l'any, i a una velocitat de rotació d'1,00° per milió d'anys segons un pol eulerià situat a 01° 20′ de latitud sud i 45° 80′ de longitud oest (referència: placa pacífica).

## Límits
La placa filipina està limitada a l'oest per la placa eurasiàtica, al sud, en part, per la indo-australiana, al nord per la nord-americana i possiblement per la de l'Amur, i al nord-est per la d'Okhotsk. La península d'Izu és la zona situada més al nord de la placa filipina.
Està en contacte amb les plaques d'Okhotsk, de l'Amur, d'Okinawa, del Iang-Tsé, de Sunda, de Bird's Head, de les Carolines, del Pacífic i de les Marianes. Els seus límits estan formats, principalment, per les fosses de subducció de les Ryukyu a la costa sud-est de les illes Ryukyu, de les Filipines a la costa est de les Filipines, de les Yap a la costa Sud de les Marianes, i d'Izy Bonin a la costa est de les illes Bonin.